# Trung tướng Quân đội nhân dân Việt Nam thế kỷ 21
Dưới đây là danh sách Trung tướng Quân đội nhân dân Việt Nam trong thế kỷ 21.

## Danh sách Phó Đô đốc Hải quân trong Thế kỷ XXI
| Thứ tự | Họ tên            | Năm sinh - Năm mất | Năm thụ phong | Chức vụ cao nhất                                                                      | Ghi chú                                                                        |
| ------ | ----------------- | ------------------ | ------------- | ------------------------------------------------------------------------------------- | ------------------------------------------------------------------------------ |
| 1      | Đỗ Xuân Công      | 1943-2022          | 2002          | Tư lệnh Quân chủng Hải quân (2000 – 2004)                                             |                                                                                |
| 2      | Nguyễn Văn Tình   | 1945-              | 2004          | Chính ủy Quân chủng Hải quân (2000 – 2008)                                            |                                                                                |
| 3      | Trần Thanh Huyền  | 1952               | 2007          | Chính ủy Quân chủng Hải quân (2008 – 2012)                                            |                                                                                |
| 4      | Đinh Gia Thật     | 1957               | 2015          | Chính ủy Quân chủng Hải quân (2012 – 2017)                                            |                                                                                |
| 5      | Phạm Hoài Nam     | 1967               | 2018          | Tư lệnh Quân chủng Hải quân (8/2015 – 9/2020) Thứ trưởng Bộ Quốc phòng (2020 – nay)   | Ủy viên TW Đảng khóa XII (2016 – 2021) Ủy viên TW Đảng khóa XIII (2021 – 2026) |
| 6      | Trần Hoài Trung   | 1965               | 2018          | Chính ủy Quân khu 7 (9/2018 – nay)                                                    |                                                                                |
| 7      | Nguyễn Văn Bổng   | 1968               | 2019          | Chánh Văn phòng Bộ Quốc phòng (2017 – 2020) Chính ủy Quân chủng Hải quân (2020 – nay) |                                                                                |
| 8      | Trần Thanh Nghiêm | 1970               | 2023          | Tư lệnh Quân chủng Hải quân (9/2020 – nay)                                            |                                                                                |

## Danh sách Trung tướng trong Thế kỷ XXI

### Thụ phong năm 2001
| Thứ tự | Họ tên          | Năm sinh - Năm mất | Năm thụ phong | Chức vụ cao nhất                                              | Ghi chú                                           |
| ------ | --------------- | ------------------ | ------------- | ------------------------------------------------------------- | ------------------------------------------------- |
| 1      | Phùng Khắc Đăng | 1945-              | 2001          | Phó chủ nhiệm Tổng cục Chính trị (2001-2007)                  | Ủy viên Ủy ban Quốc phòng và an ninh của Quốc hội |
| 2      | Đào Văn Lợi     | 1943-2011          | 2001          | Giám đốc Học viện Lục quân (2000-2008)                        |                                                   |
| 3      | Nguyễn Thành Út | 1942-              | 2001          | Phó Tư lệnh Chính trị - Bí thư Đảng ủy Quân khu 5 (1996-2006) |                                                   |

### Thụ phong năm 2002
| Thứ tự | Họ tên          | Năm sinh - Năm mất | Năm thụ phong | Chức vụ cao nhất                                                               | Ghi chú                              |
| ------ | --------------- | ------------------ | ------------- | ------------------------------------------------------------------------------ | ------------------------------------ |
| 1      | Nguyễn Như Hoạt | 1950-              | 2002          | Giám đốc Học viện Quốc phòng (2008-2009) Tư lệnh BTL Thủ đô Hà Nội (2002-2008) | Anh hùng LLVT (1970)                 |
| 2      | Phạm Văn Tánh   | 1947-              | 2002          | Chánh Thanh tra Bộ Quốc phòng (2002-2008)                                      |                                      |
| 3      | Lê Trung Thành  | 1943-              | 2002          | Phó Chủ nhiệm về chính trị Tổng cục Hậu cần (2002-2005)                        | Đại biểu Quốc hội khóa X (1997-2002) |
| 4      | Phạm Xuân Thệ   | 1947-              | 2002          | Tư lệnh Quân khu 1 (2002-2007)                                                 |                                      |
| 5      | Hán Vĩnh Tưởng  | 1945-              | 2002          | Phó Tư lệnh về Chính trị Quân chủng PK-KQ (1999-2004)                          |                                      |
| 6      | Nguyễn Ngọc Văn | 1944-              | 2002          | Viện trưởng Viện Chiến lược Quốc phòng (2000-2004)                             |                                      |
| 7      | Đỗ Trung Dương  | 1945-2020          | 2002          | Phó tổng Tham mưu trưởng                                                       |                                      |

### Thụ phong năm 2003
| Thứ tự | Họ tên            | Năm sinh - Năm mất | Năm thụ phong | Chức vụ cao nhất                                      | Ghi chú                                              |
| ------ | ----------------- | ------------------ | ------------- | ----------------------------------------------------- | ---------------------------------------------------- |
| 1      | Nguyễn Văn Chia   | 1942-2010          | 2003          | Tư lệnh Quân khu 7 (2003-2005)                        |                                                      |
| 2      | Phạm Hồng Minh    | 1946-              | 2003          | Phó Tư lệnh Quân khu 4 (1997-2005)                    |                                                      |
| 3      | Trương Đình Thanh | 1944-2005          | 2003          | Tư lệnh Quân khu 4 (2002-2005)                        | Tử nạn do rơi trực thăng Huân chương Độc lập hạng Ba |
| 4      | Nguyễn Văn Thân   | 1945-              | 2003          | Tư lệnh Quân chủng Phòng không-Không quân (2002-2006) |                                                      |
| 5      | Đào Văn Lợi       | 1947-2011          | 2003          | Giám đốc Học viện Lục quân (2000-2008)                |                                                      |
| 6      | Đàm Đình Trại     | 1947-              | 2003          | Phó Chủ nhiệm Tổng cục Chính trị (2005-2008)          |                                                      |
| 7      | Nguyễn Tiến Long  | 1944               | 2003          | Chính ủy Quân khu 3 (1999-2004)                       |                                                      |

### Thụ phong năm 2004
| Thứ tự | Họ tên             | Năm sinh - Năm mất | Năm thụ phong | Chức vụ cao nhất                                 | Ghi chú                                |
| ------ | ------------------ | ------------------ | ------------- | ------------------------------------------------ | -------------------------------------- |
| 1      | Nguyễn Hữu Khảm    | 1950-              | 2004          | Phó Tổng Tham mưu trưởng (2002-2010)             |                                        |
| 2      | Lưu Phước Lượng    | 1947-              | 2004          | Phó tư lệnh Quân khu 9 (2003-2006)               | Phó Trưởng ban Ban Chỉ đạo Tây Nam Bộ  |
| 3      | Nguyễn Năng Nguyễn | 1949-              | 2004          | Phó Tổng Tham mưu trưởng (2004-2010)             | Nguyên Tư lệnh Quân đoàn 4 (1999-2004) |
| 4      | Trần Phước         | 1946-              | 2004          | Chủ nhiệm Tổng cục Hậu cần (2001-2007)           |                                        |
| 5      | Phạm Hồng Thanh    | 1946-              | 2004          | Phó Chủ nhiệm Tổng cục Chính trị (1998-2008)     |                                        |
| 6      | Ma Thanh Toàn      | 1947-              | 2004          | Tư lệnh Quân khu 2 (1998-2007)                   | Ủy viên Trung ương Đảng (2001-2006)    |
| 7      | Bùi Sỹ Vui         | 1948-              | 2004          | Phó Chủ nhiệm Ủy ban Kiểm tra Quân ủy Trung ương |                                        |
| 8      | Lê Mạnh            | 1948-              | 2004          | Tư lệnh Quân khu 7 (2005-2009)                   |                                        |
| 9      | Tăng Văn Huệ       | 1948-              | 2004          | Tư lệnh Bộ đội Biên phòng (2005-2007)            |                                        |

### Thụ phong năm 2005
| Thứ tự | Họ tên   | Năm sinh - Năm mất | Năm thụ phong | Chức vụ cao nhất                     | Ghi chú |
| ------ | -------- | ------------------ | ------------- | ------------------------------------ | ------- |
| 1      | Hoàng Kỳ | 1946-              | 2005          | Phó Tổng Tham mưu trưởng (2005-2008) |         |

### Thụ phong năm 2006
| Thứ tự | Họ tên            | Năm sinh - Năm mất | Năm thụ phong | Chức vụ cao nhất                                                                                       | Ghi chú                                      |
| ------ | ----------------- | ------------------ | ------------- | --- | -------------------------------------------- |
| 1      | Bùi Xuân Chủ      | 1948-              | 2006          | Chính ủy Tổng cục Hậu cần (2004-2007)                                                                  |                                              |
| 2      | Lê Minh Cược      | 1949-              | 2006          | Chính ủy Quân khu 2 (2006-2009)                                                                        |                                              |
| 3      | Đinh Ngọc Duy     | 1948-              | 2006          | Giám đốc Bệnh viện Trung ương Quân đội 108 (-2008)                                                     |                                              |
| 4      | Nguyễn Hữu Hạ     | 1949-2022          | 2006          | Hiệu trưởng Trường Đại học Trần Quốc Tuấn (2002-2007)                                                  |                                              |
| 5      | Nguyễn Đình Hậu   | 1948-              | 2006          | Chính ủy Tổng cục Công nghiệp Quốc phòng (2005-2008)                                                   |                                              |
| 6      | Nguyễn Phúc Hoài  | 1948-              | 2006          | Cục trưởng Cục Bảo vệ - An ninh Tổng cục Chính trị (1997-2008)                                         |                                              |
| 7      | Đoàn Sinh Hưởng   | 1949-              | 2006          | Tư lệnh Quân khu 4 (2005-2008)                                                                         | Anh hùng LLVT (1975)                         |
| 8      | Phạm Gia Khánh    | 1944-              | 2006          | Giám đốc Học viện Quân Y (-2007)                                                                       |                                              |
| 9      | Phạm Ngọc Khóa    | 1950-              | 2006          | Cục trưởng Cục Tác chiến (2004-2010)                                                                   | Nguyên Tư lệnh Quân đoàn 2 (2000-2004)       |
| 10     | Vũ Văn Kiểu       | 1945-              | 2006          | Viện trưởng Viện Chiến lược Quân sự (2004-2008)                                                        |                                              |
| 11     | Nguyễn Văn Lân    | 1951-              | 2006          | Tư lệnh Quân khu 3 (2005-2011)                                                                         |                                              |
| 12     | Nguyễn Đình Luyện |                    | 2006          | |                                              |
| 13     | Nguyễn Mạnh Đẩu   | 1948-              | 2006          | Chính ủy Tổng cục Kỹ thuật (2005-2007) Nguyên Hiệu phó Chính trị Trường Sĩ quan Lục quân 1 (2000-2004) | Nguyên Cục trưởng Cục Chính sách (1993-2000) |
| 14     | Nguyễn Đức Sơn    | 1950-              | 2006          | Cục trưởng Cục Chính trị, Bộ Tổng Tham mưu (2005-2010)                                                 |                                              |
| 15     | Lê Minh Vụ        | 1950-              | 2006          | Giám đốc Học viện Chính trị (2001-2010)                                                                |                                              |

### Thụ phong năm 2007
| Thứ tự | Họ tên            | Năm sinh - Năm mất | Năm thụ phong | Chức vụ cao nhất                                     | Ghi chú                                                            |
| ------ | ----------------- | ------------------ | ------------- | ---------------------------------------------------- | ------------------------------------------------------------------ |
| 1      | Nguyễn Đăng Sáp   | 1950-              | 2007          | Chính ủy Quân khu Thủ đô (2007-2008)                 |                                                                    |
| 2      | Nguyễn Tiến Bình  | 1948-2013          | 2007          | Chính ủy Học viện Quốc phòng (2005-2009)             |                                                                    |
| 3      | Nguyễn Đức Xê     | 1951-              | 2007          | Giám đốc Học viện Lục quân (2008-2011)               | Nguyên Hiệu trưởng Trường Sĩ quan Lục quân 2                       |
| 4      | Nguyễn Ngọc Thanh | 1944-              | 2007          | Phó giám đốc Học viện Quốc phòng (1996-2008)         | Giáo sư, Tiến sĩ                                                   |
| 5      | Nguyễn Song Phi   | 1951-              | 2007          | Phó Tổng Tham mưu trưởng (2008-2011)                 | Nguyên Cục trưởng Cục Quân lực (2004-2007)                         |
| 6      | Trần Nam Phi      | 1948-              | 2007          | Phó Tổng cục trưởng về chính trị Tổng cục II (-2008) |                                                                    |
| 7      | Nguyễn Trung Thu  | 1954-              | 2007          | Tư lệnh Quân khu 5 (2007-2010)                       | Phó tổng Tham mưu trưởng (2010-2014) Anh hùng LLVT nhân dân (2012) |
| 8      | Nguyễn Tuấn Dũng  | 1952-              | 2007          | Phó Chủ nhiệm Tổng cục Chính trị (2008-2011)         |                                                                    |
| 9      | Nguyễn Văn Đạo    | 1950-              | 2007          | Tư lệnh Quân khu 1 (2008-2010)                       |                                                                    |
| 10     | Trần Phi Hổ       | 1953-              | 2007          | Tư lệnh Quân khu 9 (2007-2011)                       |                                                                    |
| 11     | Trần Quang Khuê   | 1950-              | 2007          | Phó Tổng Tham mưu trưởng (2008-2012)                 | Nguyên Phó Tư lệnh Quân chủng Hải quân                             |
| 12     | Vi Văn Mạn        | 1949-              | 2007          | Chính ủy Quân khu 1 (2004-2011)                      |                                                                    |
| 13     | Nguyễn Văn Thảng  | 1948-              | 2007          | Chính ủy Quân khu 5 (2006-2007)                      |                                                                    |
| 14     | Phạm Phú Thái     | 1949-              | 2007          | Chánh Thanh tra Bộ Quốc phòng (2008-2010)            | Nguyên Phó Tư lệnh Quân chủng PKKQ                                 |
| 15     | Ngô Lương Hanh    | 1950-              | 2007          | Chính ủy Học viện Hậu cần (2004-2010)                |                                                                    |
| 16     | Hoàng Khánh Hưng  | 1948-              | 2007          | Chính ủy Học viện Kỹ thuật Quân sự                   |                                                                    |
| 17     | Đồng Minh Tại     | 1951-              | 2007          | Giám đốc Học viện Hậu cần (2004-2011)                |                                                                    |
| 18     | Trần Văn Nấng     | 1949-              | 2007          | Cục trưởng Cục Tổ chức Tổng cục Chính trị (-2009)    |                                                                    |

### Thụ phong năm 2008
| Thứ tự | Họ tên             | Năm sinh - Năm mất | Năm thụ phong | Chức vụ cao nhất                                        | Ghi chú |
| ------ | ------------------ | ------------------ | ------------- | ------------------------------------------------------- | ------- |
| 1      | Nguyễn Chiến       | 1949               | 2008          | Trưởng ban Cơ yếu Chính phủ (-2009)                     |         |
| 2      | Trần Thái Bình     | 1952               | 2008          | Viện trưởng Viện Chiến lược Quân sự (2008-2012)         |         |
| 3      | Mai Hồng Bỉnh      | 1950               | 2008          | Cục trưởng Cục Tuyên Huấn (2002-2010)                   |         |
| 4      | Hoàng Châu Sơn     | 1953               | 2008          | Cục trưởng Cục Dân quân Tự vệ Bộ Tổng tham mưu (-2013)  |         |
| 5      | Nguyễn Trọng Thắng | 1950               | 2008          | Cục trưởng Cục Nhà trường (2005-2010)                   |         |
| 6      | Thiều Chí Đinh     | 1950               | 2008          | Phó Giám đốc Học viện Quốc phòng (2008-2010)            |         |
| 7      | Phạm Thanh Lân     | 1953               | 2008          | Cục trưởng Cục Đối ngoại                                |         |
| 8      | Nguyễn Phú Lợi     | 1951               | 2008          | Phó Giám đốc Học viện Quốc phòng (2004-2012)            |         |
| 9      | Dương Công Sửu     | 1950               | 2008          | Phó Tư lệnh Quân khu 1 (2000-2010)                      |         |
| 10     | Nguyễn Quốc Khánh  | 1956               | 2008          | Phó Tổng Tham mưu trưởng (2009-2016)                    |         |
| 11     | Nguyễn Thành Đức   | 1950               | 2008          | Chính ủy Quân khu 5 (2008-2010)                         |         |
| 12     | Trần Hoa           | 1952               | 2008          | Tư lệnh Bộ đội Biên phòng (2008-2012)                   |         |
| 13     | Phạm Đức Lĩnh      | 1952               | 2008          | Cục trưởng Cục Cảnh sát biển, Bộ Quốc phòng (2006-2012) |         |
| 14     | Nguyễn Thế Lực     | 1950               | 2008          | Chánh Văn phòng Bộ Quốc phòng (-2011)                   |         |
| 15     | Nguyễn Hữu Thìn    | 1951               | 2008          | Chính ủy Tổng cục Kỹ thuật (2007-2011)                  |         |

### Thụ phong năm 2009
| Thứ tự | Họ tên           | Năm sinh - Năm mất | Năm thụ phong | Chức vụ cao nhất                              | Ghi chú                                         |
| ------ | ---------------- | ------------------ | ------------- | --------------------------------------------- | ----------------------------------------------- |
| 1      | Nguyễn Hữu Cường | 1954-              | 2009          | Tư lệnh Quân khu 4 (2009-2014)                |                                                 |
| 2      | Chu Tiến Cường   | 1950               | 2009          | Cục trưởng Cục Quân y BQP (-2010)             |                                                 |
| 3      | Lưu Đức Huy      | 1954               | 2009          | Tổng cục trưởng Tổng cục II (2009-2014)       | Nguyên Phó Tổng cục trưởng kiêm TMT Tổng cục II |
| 4      | Triệu Xuân Hòa   | 1953-              | 2009          | Phó Trưởng Ban Chỉ Đạo Tây Nguyên (2011-2015) | Đại biểu Quốc hội khóa 12                       |
| 5      | Nguyễn Việt Quân | 1951-2023          | 2009          | Chính ủy Quân khu 9 (2008-2011)               |                                                 |
| 6      | Nguyễn Tiến Quốc | 1953               | 2009          | Giám đốc Học viện Chính trị (2010-2013)       | Chính ủy Học viện Chính trị (2007-2010)         |

### Thụ phong năm 2010
| Thứ tự | Họ tên            | Năm sinh - Năm mất | Năm thụ phong | Chức vụ cao nhất                                                          | Ghi chú                                         |
| ------ | ----------------- | ------------------ | ------------- | ------------------------------------------------------------------------- | ----------------------------------------------- |
| 1      | Nguyễn Tiến Bình  | 1954-              | 2010          | Giám đốc Học viện Quân y (2007-2014)                                      | Nguyên Phó Giám đốc Học viện Quân y (2005-2007) |
| 2      | Nguyễn Văn Động   | 1954-              | 2010          | Cục trưởng Cục Cán bộ (2008-2014)                                         | Nguyên Chính ủy Quân đoàn 1 (2007-2008)         |
| 3      | Nguyễn Đình Giang | 1955-              | 2010          | Chánh Thanh tra Bộ Quốc phòng (2010-2015)                                 |                                                 |
| 4      | Nguyễn Sơn Hà     | 1951-              | 2010          | Cục trưởng Cục Cứu hộ Cứu nạn (2004-2011)                                 |                                                 |
| 5      | Phạm Ngọc Hùng    | 1959               | 2010          | Phó Tổng cục trưởng Tổng cục II (2004-2014)                               | Tổng cục trưởng Tổng cục II (2014-2019)         |
| 6      | Phạm Quang Hợi    | 1953-              | 2010          | Tư lệnh Quân khu 3 (2011-2013)                                            |                                                 |
| 7      | Nguyễn Đức Khiển  | 1954-              | 2010          | Thiếu tướng (2006) Cục trưởng Cục Tổ chức, Tổng cục Chính trị (2009-2014) | Nguyên Chính ủy Binh chủng TTG (2004-2009)      |
| 8      | Nguyễn Đức Lâm    | 1959-              | 2010          | Chủ nhiệm Tổng cục Công nghiệp Quốc phòng (2011-2019)                     |                                                 |
| 9      | Phạm Thế Long     | 1954               | 2010          | Giám đốc Học viện Kỹ thuật Quân sự (2007-2014)                            |                                                 |
| 11     | Nguyễn Châu Thanh | 1954-              | 2010          | Chủ nhiệm Tổng cục Kỹ thuật (2008 -2015)                                  | Nguyên Cục trưởng Cục Kỹ thuật, Quân khu 7      |
| 12     | Nguyễn Văn Thành  | 1950-              | 2010          | Phó Tổng Tham mưu trưởng (2010-2011)                                      |                                                 |
| 13     | Dương Xuân Vinh   | 1956               | 2010          | Phó Tổng cục trưởng Tổng cục II (2004-2010)                               | Chính ủy Tổng cục II (2011-2016)                |

### Thụ phong năm 2011
| Thứ tự | Họ tên            | Năm sinh - Năm mất | Năm thụ phong | Chức vụ cao nhất                                                         | Ghi chú                                                                             |
| ------ | ----------------- | ------------------ | ------------- | ------------------------------------------------------------------------ | ----------------------------------------------------------------------------------- |
| 1      | Trần Duy Anh      | 1954-              | 2011          | Giám đốc Bệnh viện Trung ương quân đội 108 (2008-2014)                   |                                                                                     |
| 2      | Lê Thanh Bình     | 1954               | 2011          | Thiếu tướng (2008) Chính ủy Tổng cục Công nghiệp Quốc phòng (2008-2014)  | Nguyên Phó Chính ủy Tổng cục Công nghiệp Quốc phòng (2006-2008)                     |
| 3      | Phạm Văn Dỹ       | 1958-              | 2011          | Chính ủy Quân khu 7 (2010-2018)                                          | Nguyên Chính ủy Trường Sĩ quan Lục quân 2                                           |
| 4      | Trần Văn Độ       | 1954               | 2011          | Chánh án Tòa án Quân sự Trung ương (Việt Nam)                            |                                                                                     |
| 5      | Nguyễn Cộng Hòa   | 1955               | 2011          | Phó chủ nhiệm thường trực Ủy ban kiểm tra Quân ủy trung ương (2011-2015) | Nguyên Phó Chính ủy Quân chủng Hải quân(2008-2011)                                  |
| 6      | Dương Đức Hòa     | 1955-              | 2011          | Tư lệnh Quân khu 2 (2011-2016)                                           | Nguyên Tư lệnh Binh chủng Công binh (2007-2010) Ủy viên TW Đảng khóa XI (2011-2016) |
| 7      | Nguyễn Ngọc Hồi   | 1954-              | 2011          | Tổng Biên tập Tạp chí Quốc phòng Toàn dân (-2014)                        |                                                                                     |
| 8      | Trần Trung Khương | 1955               | 2011          | Chính ủy Trường Đại học Chính trị (2008-2015)                            | Nguyên Phó Chính ủy Quân khu Thủ đô (2007-2008)                                     |
| 9      | Võ Văn Liêm       | 1955-              | 2011          | Phó Chủ nhiệm Ủy ban Kiểm tra Quân ủy trung ương (2011-2016)             | Nguyên Phó Chính ủy Quân khu 9                                                      |
| 10     | Vũ Văn Luận       | 1952-              | 2011          | Chính ủy Học viện Kỹ thuật Quân sự (2008-2012)                           | Nguyên Cục trưởng Cục Cán bộ                                                        |
| 11     | Phạm Chân Lý      | 1952-              | 2011          | Cục trưởng Cục Quân lực, Bộ Tổng tham mưu (2007-2012)                    |                                                                                     |
| 12     | Đào Duy Minh      | 1954-              | 2011          | Phó Chủ nhiệm Tổng cục Chính trị (2011-2015)                             | Nguyên Chính ủy Quân khu 5 (2010-2011)                                              |
| 13     | Nguyễn Vĩnh Phú   | 1954-              | 2011          | Chủ nhiệm Tổng cục Hậu cần (2009-2014)                                   |                                                                                     |
| 14     | Nguyễn Việt Quân  | 1951               | 2011          | Chính ủy Quân khu 9 (2008-2011)                                          |                                                                                     |
| 15     | Đào Văn Quân      | 1954               | 2011          | Phó chủ nhiệm Ủy ban Kiểm tra Quân ủy Trung ương(2011-2014)              |                                                                                     |
| 16     | Hà Minh Thám      | 1955-              | 2011          | Chính ủy Tổng cục Kỹ thuật (2011 - 2015)                                 | Nguyên Chính ủy Quân đoàn 3 (2007-2011)                                             |
| 17     | Đỗ Đức Tuệ        | 1952-              | 2011          | Chính ủy Học viện Quốc phòng (2009-2014)                                 | Nguyên Chính ủy Tổng cục Hậu cần (2008-2009)                                        |
| 18     | Nguyễn Văn Tuyên  | 1955               | 2011          | Phó Giám đốc Học viện Quốc phòng (2010-2015)                             | Nguyên Phó Tư lệnh Quân khu 5                                                       |
| 19     | Nguyễn Sỹ Thăng   | 1958               | 2011          | Chính ủy Quân khu 1 (2011-2018)                                          | Nguyên Chính ủy Quân đoàn 2 (2007-2010)                                             |
| 20     | Hoàng Anh Xuân    | 1951               | 2011          | Tổng Giám đốc Tập đoàn Viễn thông quân đội (2000-2014)                   |                                                                                     |
| 22     | Trần Phước Tới    | 1954               | 2011          | Viện trưởng Viện Kiểm sát Quân sự Trung ương                             |                                                                                     |
| 25     | Trần Quốc Phú     | 1953               | 2011          | Hiệu trưởng Trường Sĩ Quan Lục Quân 1(2009-2013)                         |                                                                                     |
| 26     | Tô Đình Phùng     | 1955-2020          | 2011          | Cục trưởng Cục quân huấn (2007-2010)                                     | Phó Giám đốc Học viện Quốc phòng (2011-2015)                                        |

### Thụ phong năm 2012
| Thứ tự | Họ tên             | Năm sinh - Năm mất | Năm thụ phong | Chức vụ cao nhất                                   | Ghi chú                                 |
| ------ | ------------------ | ------------------ | ------------- | -------------------------------------------------- | --------------------------------------- |
| 1      | Trần Xuân Bảng     | 1955-              | 2012          | Chính ủy Học viện Lục quân (2010 - 02/2015)        |                                         |
| 2      | Lê Thái Bê         | 1957-              | 2012          | Chính ủy Đại học Nguyễn Huệ (2010-2017)            | Nguyên Chính ủy Quân đoàn 4 (2007-2010) |
| 3      | Đinh Văn Cai       | 1955               | 2012          | Chính ủy Quân khu 9 (2011 - 8/2015)                |                                         |
| 4      | Nguyễn Đình Chiến  | 1954-              | 2012          | Viện trưởng Viện Chiến lược Quốc phòng (2012-2014) |                                         |
| 5      | Vũ Đức Hinh        | 1952-              | 2012          | Hiệu trưởng Trường Sĩ quan Lục Quân 2 (2008-2012)  | Phó Giáo sư, Tiến sĩ, Nhà giáo nhân dân |
| 6      | Đỗ Phúc Hưng       | 1954-              | 2012          | Cục trưởng Cục Tác chiến Điện tử (2008-2014)       |                                         |
| 7      | Lê Văn Hợp         | 1955               | 2012          | Cục trưởng Cục Điều tra hình sự (2011 - 7/2015)    |                                         |
| 8      | Vũ Đăng Khiên      | 1953-              | 2012          | Chính ủy Học viện Quân y (-2013)                   |                                         |
| 9      | Nguyễn Ngọc Liên   | 1955-              | 2012          | Chính ủy Quân khu 2 (2009-2015)                    |                                         |
| 10     | Phạm Quang Phiếu   | 1953-              | 2012          | Cục trưởng Cục Tài chính(2008-2013)                |                                         |
| 12     | Nguyễn Văn Thanh   | 1956-              | 2012          | Chính ủy Quân chủng PK-KQ (2011-2016)              |                                         |
| 13     | Nguyễn Đức Thận    | 1955               | 2012          | Cục trưởng Cục quân huấn (2011 - 6/2015)           | Nguyên Tư lệnh Quân đoàn 2 (2007-2011)  |
| 14     | Nguyễn Thanh Thược | 1954-              | 2012          | Chính ủy Quân khu 3 (2011-2014)                    |                                         |
| 15     | Nguyễn Kim Thành   | 1955               | 2012          | Phó Giám đốc Học viện Quốc phòng (Việt Nam)        |                                         |
| 16     | Phí Quốc Tuấn      | 1955               | 2012          | Tư lệnh Bộ Tư lệnh Thủ đô Hà Nội (2009-2015)       |                                         |
| 17     | Nguyễn Thanh Tuấn  | 1954-              | 2012          | Cục trưởng Cục Tuyên huấn (2010-2014)              | Nguyên Chủ nhiệm Chính trị Quân khu 5   |

### Thụ phong năm 2013
| Thứ tự | Họ tên          | Năm sinh - Năm mất | Năm thụ phong | Chức vụ cao nhất                                                    | Ghi chú                                               |
| ------ | --------------- | ------------------ | ------------- | ------------------------------------------------------------------- | ----------------------------------------------------- |
| 1      | Lê Phúc Nguyên  | 1954               | 2013          | Thiếu tướng (2008) Tổng biên tập báo Quân đội nhân dân              |                                                       |
| 2      | Nguyễn Kim Khoa | 1955-              | 2013          | Chủ nhiệm Ủy ban Quốc phòng và An ninh Quốc hội Khóa 13 (2011-2016) | Nguyên Phó Tư lệnh Quân khu 2 (2004-2007)             |
| 3      | Ngô Văn Sơn     | 1956-              | 2013          | Cục trưởng Cục Công nghệ Thông tin (2012-)                          | Nguyên Tư lệnh Binh chủng Thông tin (2008-2012)       |
| 4      | Phạm Huy Tập    | 1957               | 2013          | Chính ủy Bộ Tư lệnh Bộ đội Biên phòng (2012-)                       | Nguyên Phó Tư lệnh Bộ đội Biên phòng                  |
| 5      | Phạm Quốc Trung | 1959               | 2013          | Hiệu trưởng Trường Đại học Chính trị (2012-nay)                     | Nguyên Tư lệnh Binh chủng Hóa học (2004-2012)         |
| 6      | Nguyễn Đức Tỉnh | 1956               | 2013          | Cục trưởng Cục Nhà trường, Bộ Tổng Tham mưu (2010-2016)             | Nguyên Hiệu phó Trường Sĩ quan Lục quân 2 (2007-2010) |
| 7      | Phạm Quang Vinh | 1957               | 2013          | Cục trưởng Cục Tài chính Bộ Quốc phòng (2013-2017)                  |                                                       |
| 8      | Trần Anh Vinh   | 1954-              | 2013          | Cục trưởng Cục Tác chiến (2010-2014)                                | Nguyên Tư lệnh Quân đoàn 1 (2009-2010)                |
| 9      | Đỗ Vinh Quang   | 1956-2021          | 2013          | Phó CN Ủy ban kiểm tra Quân ủy TW (2012-2016)                       |                                                       |

### Thụ phong năm 2014
| Thứ tự | Họ tên             | Năm sinh - Năm mất | Năm thụ phong | Chức vụ cao nhất                                             | Ghi chú                                             |
| ------ | ------------------ | ------------------ | ------------- | ------------------------------------------------------------ | --------------------------------------------------- |
| 1      | Hoàng Bằng         | 1956-              | 2014          | Chính ủy Viện Khoa học và Công nghệ Quân sự (2010-2016)      | Nguyên Phó Chính ủy Tổng cục Kỹ thuật               |
| 2      | Nguyễn Trọng Chính | 1959               | 2014          | Chính ủy Học viện Quân y (2013-nay)                          |                                                     |
| 3      | Khuất Việt Dũng    | 1959-              | 2014          | Chính ủy Tổng cục Công nghiệp QP (2014-2019)                 | Nguyên Phó Chủ nhiệm Tổng cục CNQP (2008-2014)      |
| 4      | Đặng Nam Điền      | 1956               | 2014          | Chính ủy Học viện Hậu cần (2014-2016)                        |                                                     |
| 5      | Vũ Văn Đức         | 1954-              | 2014          | Chính ủy Học viện Hậu cần (2010-2014)                        | Nguyên Phó Chính ủy Học viện Hậu cần                |
| 6      | Phạm Hoài Giang    | 1955               | 2014          | Cục trưởng Cục Cứu hộ Cứu nạn (2010-nay)                     |                                                     |
| 7      | Lê Thu Hà          | 1957-              | 2014          | Chính ủy Bệnh viện Trung ương Quân đội 108 (2013-nay)        | Phó Giáo sư, Tiến sĩ Y khoa                         |
| 8      | Nguyễn Đức Hải     | 1958               | 2014          | Viện trưởng Viện Chiến lược Quốc phòng (2014-nay)            | Nguyên Tư lệnh Quân đoàn 3                          |
| 9      | Trần Tấn Hùng      | 1957-              | 2014          | Chính ủy Học viện Kỹ thuật Quân sự (2012-2016)               |                                                     |
| 10     | Lê Hùng Mạnh       | 1955               | 2014          | Chính ủy Bộ Tư lệnh Thủ đô Hà Nội (2008-6.2015)              |                                                     |
| 11     | Trần Xuân Ninh     | 1952-              | 2014          | Giám đốc Học viện Lục quân (2011-2014)                       | Phó Giáo sư, Tiến sĩ                                |
| 12     | Lê Văn Hoàng       | 1959-              | 2014          | Chính ủy Tổng cục Hậu cần (2012-nay)                         | Nguyên Phó Chính ủy Quân khu 5                      |
| 13     | Trần Tấn Hùng      | 1957               | 2014          | Chính ủy Học viện Kỹ thuật Quân sự                           |                                                     |
| 14     | Vũ Văn Hiển        | 1957               | 2014          | Chánh Văn phòng BQP (2011-2017)                              |                                                     |
| 15     | Mai Văn Lý         | 1955-              | 2014          | Phó Chủ nhiệm Ủy ban Kiểm tra Quân ủy Trung ương (2014-2016) | Nguyên Chính ủy Quân đoàn 1 (2008-2014)             |
| 16     | Trần Đức Nhân      | 1957               | 2014          | Chính ủy Học viện Chính trị (2010-2017)                      |                                                     |
| 17     | Lê Thanh Phượng    | 1955               | 2014          | Cục trưởng Cục Bảo vệ An ninh Quân đội (2011-2015)           |                                                     |
| 18     | Trương Đình Quý    | 1956               | 2014          | Chính ủy Trường Sĩ quan Lục quân 1 (2011-2016)               |                                                     |
| 19     | Dương Văn Rã       | 1957-2019          | 2014          | Chủ nhiệm Tổng cục Hậu cần (2014-2017)                       | Nguyên Phó Chủ nhiệm Tổng cục Hậu cần               |
| 20     | Bùi Văn Tâm        | 1957               | 2014          | Chính ủy Học viện Quốc phòng (2014-2017)                     | Nguyên Phó Chính ủy HVQP (2011-2014)                |
| 21     | Đoàn Nhật Tiến     | 1955-              | 2014          | Giám đốc Viện KHCNQS (2010-2015)                             | Nguyên Phó Chủ nhiệm Tổng cục Kỹ thuật, đã nghỉ hưu |
| 22     | Nguyễn Đôn Tuân    | 1956               | 2014          | Cục trưởng Cục Khoa học Quân sự (2013-2016)                  | PGS.TS                                              |
| 23     | Võ Văn Việt        | 1957               | 2014          | Chính ủy Quân khu 4 (2012-2017)                              |                                                     |

### Thụ phong năm 2015
| Thứ tự | Họ tên            | Năm sinh - Năm mất | Năm thụ phong | Chức vụ cao nhất                                              | Ghi chú                                                                   |
| ------ | ----------------- | ------------------ | ------------- | ------------------------------------------------------------- | ------------------------------------------------------------------------- |
| 1      | Tô Viết Báo       | 1956               | 2015          | Cục trưởng Cục Quân Lực(2012-2016)                            |                                                                           |
| 2      | Nguyễn Kim Cách   | 1956               | 2015          | Phó Chủ nhiệm UBKT Quân ủy Trung ương (2015-2016)             |                                                                           |
| 3      | Nguyễn Xuân Nghi  | 1957               | 2015          | Phó Chủ nhiệm thường trực UBKT Quân ủy Trung ương (2015-2017) |                                                                           |
| 4      | Nguyễn Long Cáng  | 1961               | 2015          | Tư lệnh Quân khu 5 (4/2015-10/2020)                           |                                                                           |
| 6      | Lê Quý Đạm        | 1960-              | 2015          | Chủ nhiệm Tổng cục Kỹ thuật (2015-nay)                        |                                                                           |
| 7      | Hoàng Văn Đồng    | 1960               | 2015          | Chính uỷ Bộ Tư lệnh Cảnh sát Biển (6/2015-05/2020)            | Nguyên Phó Chính ủy BTL Cảnh sát biển Nguyên Chính ủy Học viện Biên phòng |
| 8      | Nguyễn Văn Đủ     | 1959               | 2015          | Chính ủy Trường Đại học Chính trị (2/2015-nay)                |                                                                           |
| 11     | Nguyễn Hoàng Thủy | 1960               | 2015          | Tư lệnh Quân khu 9 (2015-nay)                                 |                                                                           |
| 12     | Nguyễn Xuân Tỷ    | 1957-              | 2015          | Phó Giám đốc Học viện Quốc phòng (2015-2017)                  | Đại biểu Quốc hội khóa 13                                                 |
| 13     | Phạm Quang Xuân   | 1956               | 2015          | Phó Giám đốc Học viện Quốc phòng (2014-nay)                   |                                                                           |

### Thụ phong năm 2016
| Thứ tự | Họ tên           | Năm sinh - Năm mất | Năm thụ phong | Chức vụ cao nhất                                      | Ghi chú                             |
| ------ | ---------------- | ------------------ | ------------- | ----------------------------------------------------- | ----------------------------------- |
| 1      | Lưu Văn Miểu     | 1956               | 2016          | Giám đốc Học viện Hậu cần (Việt Nam)(2011-2017)       |                                     |
| 2      | Từ Ngọc Lương    | 1957               | 2016          | Hiệu trưởng Trường Sĩ quan Lục quân 2 (2012-2017)     |                                     |
| 3      | Nguyễn Quang Đạm | 1958-              | 2016          | Tư lệnh Cảnh sát biển (2012-2018)                     |                                     |
| 4      | Lê Anh Thơ       | 1958               | 2016          | Chính ủy Học viện Lục quân (2015-2018)                |                                     |
| 6      | Đậu Đình Toàn    | 1958               | 2016          | Cục trưởng Cục Quân huấn, Bộ Tổng Tham mưu (2015-nay) |                                     |
| 7      | Phan Anh Việt    |                    | 2016          | Phó Giám đốc Học viện Quốc phòng                      |                                     |
| 8      | Trần Hữu Phúc    |                    | 2016          | Cục trưởng Cục Nhà trường                             | Nguyên Giám đốc Học viện Biên phòng |

### Thụ phong năm 2017
| Thứ tự | Họ tên            | Năm sinh - Năm mất | Năm thụ phong | Chức vụ cao nhất                                            | Ghi chú |
| ------ | ----------------- | ------------------ | ------------- | ----------------------------------------------------------- | ------- |
| 1      | Nguyễn Công Định  | 1963               | 2017          | Giám đốc Học viện Kỹ thuật Quân sự (2014-nay)               |         |
| 2      | Huỳnh Ngọc Hà     | 1958               | 2017          | Cục trưởng Cục Tác chiến (2014-2018)                        |         |
| 3      | Phạm Văn Hưng     | 1958               | 2017          | Chánh Thanh tra Bộ Quốc phòng (2015-2018)                   |         |
| 5      | Nguyễn Thế Kết    | 1959               | 2017          | Chính ủy Bộ Tư lệnh Thủ đô Hà Nội (2015 - 03/2019)          |         |
| 6      | Nguyễn Duy Nguyên | 1958               | 2017          | Cục trưởng Cục Dân quân Tự vệ, Bộ Tổng Tham mưu (2013-2018) |         |
| 7      | Đặng Vũ Sơn       | 1960-              | 2017          | Trưởng Ban Cơ yếu Chính phủ (2014-)                         |         |
| 8      | Nguyễn Ngọc Tương | 1960-              | 2017          | Phó Chính ủy Học viện Quốc phòng (01/2015-nay)              |         |
| 9      | Phan Văn Việt     | 1960               | 2017          | Chính ủy Tổng cục 2 (5/2016-nay)                            |         |
| 10     | Lê Hiền Vân       | 1960               | 2017          | Phó Chủ nhiệm Tổng cục Chính trị (5/2016-nay)               |         |
| 11     | Nguyễn Hữu Chính  | 1959               | 2017          | Chính ủy Tổng cục Kỹ thuật (2015-2019)                      |         |

### Thụ phong năm 2018
| Thứ tự | Họ tên           | Năm sinh - Năm mất | Năm thụ phong | Chức vụ cao nhất                                                                         | Ghi chú |
| ------ | ---------------- | ------------------ | ------------- | ---------------------------------------------------------------------------------------- | ------- |
| 1      | Lê Quang Chính   | 1958               | 2018          | Cục trưởng Cục Quân lực, Bộ Tổng Tham mưu (2016-05.2018)                                 |         |
| 4      | Đỗ Mạnh Đức      | 1962               | 2018          | Cục trưởng Cục Cán bộ, Tổng cục Chính trị (2014-nay)                                     |         |
| 5      | Đỗ Quyết         | 1962               | 2018          | Giám đốc Học viện Quân y (2014-nay)                                                      |         |
| 6      | Hà Tuấn Vũ       | 1959               | 2018          | Chính ủy Học viện Hậu cần (2016–3.2019)                                                  |         |
| 7      | Trần Hồng Minh   | 1966               | 2018          | Tư lệnh Quân khu 1 (2/2018-nay)                                                          |         |
| 8      | Dương Đình Thông | 1964               | 2018          | Chính ủy Quân khu 1 (4/2018-nay)                                                         |         |
| 9      | Nguyễn Mạnh Hùng | 1962               | 2018          | Chính ủy Quân khu 3 (5/2016-nay)                                                         |         |
| 10     | Nguyễn Văn Khánh | 1959               | 2018          | Viện trưởng Viện kiểm sát quân sự Trung ương (2014 -nay)                                 |         |
| 11     | Nguyễn Văn Hạnh  | 1959               | 2018          | Chánh án Tòa án Quân sự Trung ương kiêm Phó Chánh án Tòa án Nhân dân tối cao (2015-2019) |         |
| 12     | Hoàng Văn Minh   | 1960               | 2018          | Giám đốc Học viện Lục quân (01/2015-nay)                                                 |         |
| 13     | Ngô Quý Đức      | 1962               | 2018          | Cục trưởng Cục Cứu hộ Cứu nạn (4/2018-nay)                                               |         |
| 14     | Phạm Huy Dũng    | 1962               | 2018          | Cục trưởng Cục Tác chiến Điện tử (2014-nay)                                              |         |
| 15     | Nguyễn Văn Hòa   |                    | 2018          | Chính ủy Trường Sĩ quan Lục quân 2                                                       |         |

### Thụ phong năm 2019
| Thứ tự | Họ tên             | Năm sinh - Năm mất | Năm thụ phong | Chức vụ cao nhất                                             | Ghi chú |
| ------ | ------------------ | ------------------ | ------------- | ------------------------------------------------------------ | ------- |
| 1      | Nguyễn Doãn Anh    | 1967               | 2019          | Tư lệnh Quân khu 4 (2018-2022)                               |         |
| 2      | Nguyễn Quang Cường | 1965               | 2019          | Chính ủy Quân khu 3 (2019-nay)                               |         |
| 3      | Lâm Quang Đại      | 1962               | 2019          | Chính ủy Quân chủng PK-KQ (2016-nay)                         |         |
| 4      | Hoàng Văn Nghĩa    | 1963               | 2019          | Phó Chủ nhiệm Ủy ban Kiểm tra Quân ủy Trung ương (2016- nay) |         |
| 6      | Đặng Trọng Quân    | 1961               | 2019          | Chánh Thanh tra Bộ Quốc phòng (2018-nay)                     |         |
| 9      | Vũ Văn Sĩ          |                    | 2019          | Cục trưởng Cục Quân huấn                                     |         |
| 10     | Trịnh Đình Thạch   | 1965               | 2019          | Chính ủy Quân khu 5                                          |         |
| 12     | Nguyễn Hải Hưng    | 1966               | 2019          | Phó Chủ nhiệm Ủy ban QP-AN Quốc hội                          |         |

### Thụ phong năm 2020
| Thứ tự | Họ tên            | Năm sinh - Năm mất | Năm thụ phong | Chức vụ cao nhất                                             | Ghi chú |
| ------ | ----------------- | ------------------ | ------------- | ------------------------------------------------------------ | ------- |
| 1      | Nguyễn Trọng Bình | 1965               | 2020          | Phó Tổng Tham mưu trưởng QĐND Việt Nam                       |         |
| 2      | Nguyễn Hồng Thái  | 1969               | 2020          | Tư lệnh Quân Khu 1 (9/2019-nay)                              |         |
| 3      | Trịnh Văn Quyết   | 1966               | 2020          | Chính ủy Quân khu 2 (6/2016-nay)                             |         |
| 4      | Trần Võ Dũng      | 1965               | 2020          | Chính ủy Quân khu 4 (11/2017-nay)                            |         |
| 5      | Nguyễn Ngọc Cả    | 1962               | 2020          | Hiệu trưởng Trường Sĩ quan Lục quân 2 (01/2018-nay)          |         |
| 6      | Nguyễn Xuân Dắt   |                    | 2020          | Tư Lệnh Quân Khu 9 (6/2020-nay)                              |         |
| 8      | Trần Duy Giang    | 1966               | 2020          | Chủ nhiệm Tổng cục Hậu cần (01/2018-nay)                     |         |
| 9      | Đỗ Văn Thiện      | 1966               | 2020          | Chính ủy Tổng cục Hậu Cần (12/2019-nay)                      |         |
| 10     | Trần Duy Hưng     | 1964               | 2020          | Chính ủy Tổng cục Kỹ Thuật (02/2019-nay)                     |         |
| 11     | Nguyễn Văn Bạo    |                    | 2020          | Giám Đốc Học viện Chính trị (12/2016-nay)                    |         |
| 12     | Phạm Tiến Dũng    |                    | 2020          | Chính ủy Học viện Chính trị (8/2017-nay)                     |         |
| 13     | Trần Quang Trung  | 1963               | 2020          | Chính ủy Trường Đại học Chính trị (6/2019-nay)               |         |
| 14     | Phạm Đức Dũng     | 1962               | 2020          | Giám đốc Học viện Hậu cần (Việt Nam) (01/2017-nay)           |         |
| 15     | Đinh Thế Cường    | 1963               | 2020          | Tư lệnh Bộ Tư lệnh Tác chiến Không gian mạng                 |         |
| 16     | Phạm Đức Duyên    |                    | 2020          | Chánh Văn phòng Bộ Quốc phòng (Văn phòng Quân ủy Trung ương) |         |
| 17     | Thái Đại Ngọc     | 1966               | 2020          | Tư lệnh Quân khu 5 (2020-nay)                                |         |
| 18     | Đỗ Danh Vượng     |                    | 2020          | Chính ủy BTL Bộ đội Biên phòng                               |         |

### Thụ phong năm 2021
| Thứ tự | Họ tên            | Năm sinh - Năm mất | Năm thụ phong | Chức vụ cao nhất                                                   | Ghi chú |
| ------ | ----------------- | ------------------ | ------------- | ------------------------------------------------------------------ | ------- |
| 1      | Hồ Văn Đức        | 1962               | 2021          | Chính ủy Bộ Tư lệnh Tác chiến không gian mạng                      |         |
| 2      | Lê Quang Xuân     |                    | 2021          | Chính ủy Học viện Lục quân                                         |         |
| 3      | Lê Đức Thái       | 1967               | 2021          | Tư lệnh Bộ Tư lệnh Bộ đội Biên phòng                               |         |
| 4      | Cao Minh Tiến     | 1962               | 2021          | Chính ủy Học viện Kỹ thuật Quân sự                                 |         |
| 5      | Lê Quang Xuân     | 1962               | 2021          | Chính ủy Học viện Lục quân                                         |         |
| 6      | Trần Minh Đức     | 1966               | 2021          | Chủ nhiệm Tổng cục Kỹ thuật                                        |         |
| 7      | Hồ Quang Tuấn     | 1968               | 2021          | Chủ nhiệm Tổng cục Công nghiệp Quốc phòng                          |         |
| 8      | Nguyễn Văn Nam    | 1966               | 2021          | Tư lệnh Bộ Tư lệnh Thành phố Hồ Chí Minh                           |         |
| 9      | Vũ Văn Kha        | 1963               | 2021          | Quyền Tư lệnh Quân chủng Phòng không-không quân                    |         |
| 10     | Nguyễn Quang Ngọc | 1968               | 2021          | Tư lệnh Quân khu 3                                                 |         |
| 11     | Đỗ Quang Thành    | 1965               | 2021          | Phó chủ nhiệm Ủy ban Quốc phòng và An ninh của Quốc hội (Việt Nam) |         |

### Thụ phong năm 2022
| Thứ tự | Họ tên             | Năm sinh - Năm mất | Năm thụ phong | Chức vụ cao nhất                                         | Ghi chú |
| ------ | ------------------ | ------------------ | ------------- | -------------------------------------------------------- | ------- |
| 1      | Nguyễn Anh Tuấn    | 1968               | 2022          | Phó Giám đốc Học viện Quốc phòng                         |         |
| 2      | Nguyễn Trọng Triển | 1963               | 2022          | Chính ủy Bộ Tư lệnh Thủ đô                               |         |
| 3      | Nguyễn Quốc Duyệt  | 1968               | 2022          | Tư lệnh Bộ Tư lệnh Thủ đô                                |         |
| 4      | Bùi Quốc Oai       | 1969               | 2022          | Chính ủy Bộ Tư lệnh Cảnh sát biển Việt Nam               |         |
| 5      | Nguyễn Đức Căn     | 1966               | 2022          | Cục trưởng Cục Tác chiến, Bộ Tổng Tham mưu QDND Việt Nam |         |
| 6      | Nguyễn Hùng Oanh   | 1965               | 2022          | Hiệu trưởng Trường Đại học Chính trị                     |         |
| 7      | Lê Xuân Thành      |                    | 2022          | Phó Giám đốc Học viện Quốc phòng                         |         |
| 8      | Nguyễn Xuân Sơn    | 1968               | 2022          | Chính ủy Trường Sĩ quan Lục quân 2                       |         |
| 9      | Dương Đức Thiện    |                    | 2022          | Chính ủy Học viện Hậu cần                                |         |
| 10     | Nguyễn Văn Đức     | 1967               | 2022          | Cục trưởng Cục Tuyên huấn, Tổng cục Chính trị            |         |
| 11     | Doãn Thái Đức      | 1966               | 2022          | Cục trưởng Cục Cứu hộ, Cứu nạn, Bộ Tổng Tham mưu         |         |
| 12     | Hà Thọ Bình        | 1968               | 2022          | Tư lệnh Quân khu 4                                       |         |

### Thụ phong năm 2023
| Thứ tự | Họ tên           | Năm sinh - Năm mất | Năm thụ phong | Chức vụ cao nhất                                      | Ghi chú |
| ------ | ---------------- | ------------------ | ------------- | ----------------------------------------------------- | ------- |
| 1      | Nguyễn Văn Hiền  | 1967               | 2023          | Tư lệnh Quân chủng Phòng không-không quân             |         |
| 2      | Nguyễn Anh Tuấn  | 1967               | 2023          | Chính ủy Bộ đội Biên phòng                            |         |
| 3      | Trần Ngọc Quyến  | 1969               | 2023          | Chính ủy Quân chủng Phòng không-không quân            |         |
| 4      | Đỗ Văn Bảnh      |                    | 2023          | Chính ủy Học viện Lục quân                            |         |
| 5      | Phạm Trường Sơn  |                    | 2023          | Phó Tổng Tham mưu trưởng QĐND Việt Nam                |         |
| 6      | Nguyễn Quốc Tuấn |                    | 2023          | Chính ủy Trường Đại học Chính trị (Sĩ quan Chính trị) |         |
| 7      | Nguyễn Xuân Kiên |                    | 2023          | Giám đốc Học viện quân y                              |         |

### Các Trung tướng nghỉ hưu từ năm 2008
| TT | Họ tên            | Năm sinh-Năm mất | Năm thụ phong | Chức vụ khi thụ phong                          | Ghi chú |
| -- | ----------------- | ---------------- | ------------- | ---------------------------------------------- | ------- |
| 1  | Nguyễn Đăng Luyện |                  |               | Phó Tổng Tham mưu trưởng (-2008)               |         |
| 2  | Nguyễn Đức Luyện  |                  |               | Giám đốc Học viện Kỹ thuật quân sự (1997-2008) |         |
| 3  | Phạm Hồng Lợi     |                  |               | Phó Tổng Tham mưu trưởng (-2008)               |         |
| 4  | Huỳnh Tiền Phong  |                  |               | Tư lệnh Quân khu 9 (2000-2007)                 |         |